# Museu Real da África Central
O Museu Real da África Central (em neerlandês: Koninklijk Museum voor Midden — Afrika) é um museu de história natural e etnografia, localizado em Tervuren, Bélgica. É especializado no conhecimento do antigo Congo Belga, uma colônia que corresponde hoje à República Democrática do Congo, bem como do Burundi e do Rwanda, países que foram "protectorados" alemães e depois belgas.
O museu foi fundado por ocasião da Exposição Universal de Bruxelas, realizada em 1897, cuja "secção colonial" teve lugar em Tervuren. No ano seguinte, passou a ser chamado de "Museu do Congo", sendo posto ao serviço do rei Leopoldo II, que foi proprietário particular do Estado Livre do Congo até 1908.
O museu foca no Congo, antiga colônia belga. Porém, a esfera de interesse (especialmente na pesquisa biológica) se entende para toa a bacia do Rio Congo, África Oriental e África Ocidental, propondo integrar a "África" como um todo. Originalmente destinado como museu colonial, a partir de 1960 se concentra mais na etnografia e antropologia de pesquisa, além de seu departamento de exibição ao público.
Não são todas as pesquisas que são referente a África (por exemplo, pesquisa sobre Sagalassos, Turquia). Alguns pesquisadores têm fortes laços com o Real Instituto Belga de Ciência Naturais.
Desde novembro de 2013, o museu está fechado para trabalhos de renovação (incluindo a construção de novos espaços de exposição), que deverá durar até junho de 2018, quando o museu reabrirá.

## História
Após o Estado Livre do Congo ser reconhecido pela Conferência de Berlim de 1884-1885, o rei Leopoldo II desejava divulgar a missão civilizadora e as oportunidades econômicas disponíveis na colônia para um amplo público, tanto na Bélgica como internacionalmente. Depois de considerar outros lugares o rei decidiu ter uma exposição temporária em sua propriedade em Tervuren. Quando a Exposição Internacional de 1897 foi realizada em Bruxelas, uma seção colonial foi construída em Tervuren, conectada ao centro da cidade pela Avenida Tervuren. A linha elétrica 44 Bruxelas - Tervuren foi construída ao mesmo tempo que o museu original pelo rei Leopoldo II para transportar os visitantes do centro da cidade para a exposição colonial. A seção colonial foi hospedada pelo arquiteto belga Albert-Philippe Aldophe e os jardins clássicos pelo arquiteto de paisagens Elie Lainé. No salão principal, Georges Hobé projetou uma estrutura distinta de madeira Art Nouveau para evocar a floresta, usando madeira de Bilinga, uma árvore africana. A exposição exibiu objetos etnográficos, animais empalhados e produtos de exportação congoleses (café, cacau e tabaco). No jardim, foi construído um "zoológico humano" temporário - uma cópia de uma vila congolesa - na qual 60 pessoas viveram durante a exposição. A mostra foi um enorme sucesso.
Em 1898, o Palácio das Colônias se tornou o Museu do Congo (Musée du Congo) e uma exposição permanente foi instalada. Uma década depois, em 1912, foi aberta em Namur um museu pequeno e similar - O Museu Africano de Namur (Musée Africain de Namur). O museu começou a a apoiar a pesquisa acadêmica, mas devido a coleta ávida dos cientistas, a coleção logo tornou-se muito grande para o museu e a expansão do espaço era necessário. A construção do novo museu começou em 1904 e foi projetado pelo arquiteto francês Charles Girault na arquitetura neoclássica do "palácio", que lembra o Petit Palais em Paris, com grandes jardins que se estendem para a Floresta de Tervuren (uma parte da Floresta Sonian). Foi inaugurado oficialmente pelo rei Alberto I em 1910 e o nomeou Museu do Congo Belga (Musée du Congo Belge ou Museu van Belgish-Kongo). Em 1952, o adjetivo "Royal" foi adicionado. Em preparação para a Expo58, em 1957, um grande edifício foi construído para acomodar o pessoal africano que trabalharia na exposição: o Centre d'Accueil du Personnel Africain (CAPA). Em 1960, após a independência do Congo, o nome do museu foi alterado para o título atual: Museu Real da África Central.
No final de 2013, o museu fechou para permitir uma grande renovação de suas exposições e uma extensão. A sua reabertura está prevista para junho de 2018.

## Coleções
De acordo com o site do museu, a coleção contém:
- 10.000 mil animais
- 250.000 amostras de roca
- 120.000 objetos etnográficos
- 20.000 maps
- 56.000 amostras de madeira
- 8.000 instrumentos musicais

- 350 arquivos, incluindo alguns periódicos de Henry Morton Stanley

A coleção de herbários do Museu do Congo foi transferida para o Jardim Botânico Nacional da Bélgica em 1934.

## Pesquisa
As seções acessíveis ao público representam apenas 25% das atividades do museu. Os departamentos científicos, que representam a maior parte das instalações acadêmicas e de pesquisa do museu (juntamente com as principais coleções) são alojados no Palácio das Colônias, no Pavilhão Stanley e no edifício CAPA.
Existem 4 departamentos:
- Departamento de Antropologia Cultural
  - Etnografia
  - Arqueologia e Pré-história
  - Linguística e Etnomusicologia
  - Antropologia  e etno-história
- Departamento de Geologia e Mineralogia
  - Geologia Geral
  - Mineralogia e Petrografia
  - Cartografia e Interpretação de foto
  - Física e Química mineral

- Departamento de Zoologia
  - Vertebrados (Ornitologia, Ictiologia, Herpetologia, Osteologia e Mamífero)
  - Entomologia
  - Invertebrados não insetos

- Departamento de História e Serviços Científicos Gerais
  - História do período colonial
  - História Contemporânea
  - Agricultura e Economia Florestal (Geomorfologia, Laboratório de Biologia da Madeira)

## Controvérsias
Há controvérsias em torno do museu. Ele é tido como um museu que "permaneceu congelado no tempo", pois mostrou como um museu se parecia em meados do século XX. Não há menções sobre os excessos e pilhagens selvagens durante o período colonial belga.
The Guardian informou em julho de 2012 que, após a indignação inicial por historiadores sobre o 'fantasma do rei Leopoldo' por Adam Hochschild, o museu financiado pelo estado financiaria uma investigação sobre as alegações de Hochschild. A exposição mais moderna, "Memória do Congo" (fevereiro a outubro de 2005), tentou contar a história do Estado Livre do Congo antes de se tornar uma colônia belga e uma visão menos unilateral da era colonial belga. A exposição foi elogiada pela imprensa internacional, como o jornal francês Le Monde afirmando que "o museu fez o melhor do que rever uma página particularmente tempestuosa da história... [ele] empurrou o público a se juntar para estudar a realidade do colonialismo".